# Горохов, Андрей Николаевич
Андрей Никола́евич Горо́хов (р. 25 июня 1961, Москва) — российский музыкальный критик, журналист, писатель, художник.
Автор радиопередач «Музпросвет» и «Альбом недели» на радио «Немецкая волна», книг «Музпросвет» (2001, 2003, 2010) и «Дыра, прикрытая глянцем» (2006).
Андрей Горохов окончил механико-математический факультет МГУ по специальности системный программист. В 1991 году переехал в Кёльн, где пытался заниматься концептуальным искусством, фотографией, работал на пивном заводе и сторожил местную телебашню.
В 1996 устроился в качестве музыкального журналиста на радиостанцию «Немецкая волна» (Deutsche Welle).
В 2004 году в сотрудничестве с философом Василием Шевцовым создал проект «Кулебаки». Также ведёт преподавательскую деятельность.
В 2012—2013 годах Андрей Горохов сотрудничает с донецким арт-фондом «Изоляция».
Подвергался критике за непрофессионализм (он не обладает музыковедческим образованием) - по мнению как музыкальных критиков,  так и любителей музыки, его оценки крайне субъективны, и отражают лишь его вкусы и предпочтения.

## Музпросвет
«Музпросвет» — название книги, изданной Гороховым в 2001 году (переиздана со значительными изменениями в 2003 и 2010 и в 2020). В ней наработанные за много лет материалы одноимённой радиопередачи используются для того, чтобы обобщить знания о современной музыке, прежде всего популярной. Вероятно, это наиболее масштабная попытка разработать классификацию для современных музыкальных жанров и стилей (минимализм, нью-эйдж, техно, эмбиент и т. д.) на русском языке. Книга получила большое количество отзывов, содержащих различные оценки, колеблющиеся от восторга, до полного неприятия.